# Amaro Pargo: entre la leyenda y la historia
Pour plus de détails, voir Fiche technique et Distribution.
Amaro Pargo: entre la leyenda y la historia (en français Amaro Pargo : entre la légende et la histoire) est un film documentaire de l'année 2017, qui traite de la vie et des énigmes entourant la figure du corsaire espagnol Amaro Rodríguez Felipe, plus connu sous le nom d'Amaro Pargo (1678-1747). Le film a été réalisé par Juan Alfredo Amil, avec la documentation réunie et les interviews du journaliste Benjamín Reyes.

## Argument
Le film et le documentaire racontent la vie d’Amaro Pargo et les mystères qui l’entourent, tels que la mention d’un fils non reconnu que le corsaire avait à La Havane (Cuba) ou la propriété de son domaine ou non de l’hacienda ou de la « Casa de Los Mesa » à Machado (El Rosario). Il traite également de la découverte d’un document écrit par Amaro lui-même, dans lequel il parle de la délivrance du brevet de privé du roi Philippe V d’Espagne, de la localisation d’un portrait manquant de lui peint par José Rodríguez de la Oliva, de sa relation avec la religieuse Sœur María de Jesús Delgado (« La Siervita de Dios »), ou si son trésor existait réellement.

## Réception
Le film documentaire a été projeté directement à la télévision le 10 août 2017 par Televisión Canaria avec un grand succès auprès du public. Il a ensuite été projeté dans des lieux culturels à travers les îles Canaries. Il s'agit du premier film de l'histoire de la cinéma canarien exposé dans toutes les îles et présenté en première dans cinq d’entre elles.

## Emplacements
Couvent de Santa Catalina de Siena et église de Santo Domingo de Guzmán, tous deux situés à San Cristóbal de La Laguna, Ermitage de Nuestra Señora del Rosario et les ruines de « Casa de Los Mesa » à Machado, domaine et vignobles de « La Miravala » et « El Borgoñón » à Tegueste et Punta del Hidalgo (en) (La Laguna).

## Distribution
Dans le documentaire ils interviennent:
- Luis de Zárate (représentant le peintre du XVIIIe siècle José Rodríguez de la Oliva)
- Domingo Barbuzano (auteur du livre « El Corsario Amaro Pargo »)
- Ramón González de Mesa (huitième neveu-petit-fils d'Amaro Pargo)
- Manuel Hernández González (professeur à l'Université de La Laguna)
- Sœur Cleofé (Supérieure du Couvent de Santa Catalina de Siena)
- Alfredo López (acteur qui représente Amaro Pargo lors de visites théâtrales)